# Uznany za niewinnego
Uznany za niewinnego – amerykański kryminał z 1990 roku na podstawie powieści Scotta Turowa.

## Główne role
- Harrison Ford – Rusty Sabich
- Brian Dennehy – Raymond Horgan
- Raul Julia – Sandy Stern
- Bonnie Bedelia – Barbara Sabich
- Paul Winfield – sędzia Larren Lyttle
- Greta Scacchi – Carolyn Polhemus
- John Spencer – detektyw Lipranzer
- Joe Grifasi – Tommy Molto
- Tom Mardirosian – Nico Della Guardia
- Anna Maria Horsford – Eugenia

## O filmie
- Zdjęcia miały miejsce w USA (Allendale, Detroit, Nowy Jork, Newark) i w Kanadzie (Windsor).